# Daniel Caligiuri
Daniel Caligiuri (ur. 15 stycznia 1988 w Villingen-Schwenningen) – niemiecki piłkarz pochodzenia włoskiego, występujący na pozycji pomocnika w FC Augsburg. Jego brat, Marco Caligiuri, również jest piłkarzem.
W rozgrywkach Bundesligi zadebiutował 7 listopada 2009 roku w meczu przeciwko VfL Bochum (2:1).